# Jaguar XJ40
Der Jaguar XJ40 ist eine Oberklasselimousine der XJ-Reihe des britischen Automobilherstellers Jaguar. Er wurde im Oktober 1986, zwei Jahre nach der Privatisierung und der Abtrennung der Marke Jaguar vom BLMC-Konzern, als Nachfolger des klassischen Jaguar XJ Serie 3 vorgestellt. Abgelöst wurde der XJ40 durch die Baureihe X300.

## Geschichte
Die Entwicklung des XJ40 begann bereits 1973 und verfolgte das Ziel, etwa 1978 den XJ Series II abzulösen. Da in der Hierarchie der BLMC-Konzernstruktur viel Zeit für Grundsatzfragen aufgewendet wurde (Entscheidung zwischen Tradition und Moderne in der Fahrzeugentwicklung), wurde die Entwicklung des Projekts erst 1981 vom BLMC-Vorstand genehmigt. Man entschied sich für den konventionellen Jaguar-Stil: klassische Proportionen, vereint mit handwerklichen Traditionen (Holz, Metall, Leder als Materialien). Der XJ40 führte aufgrund seiner Proportionen, der Seitenlinie und des „Hüftschwungs“ das traditionelle Design seiner Vorgänger, modern interpretiert, fort.

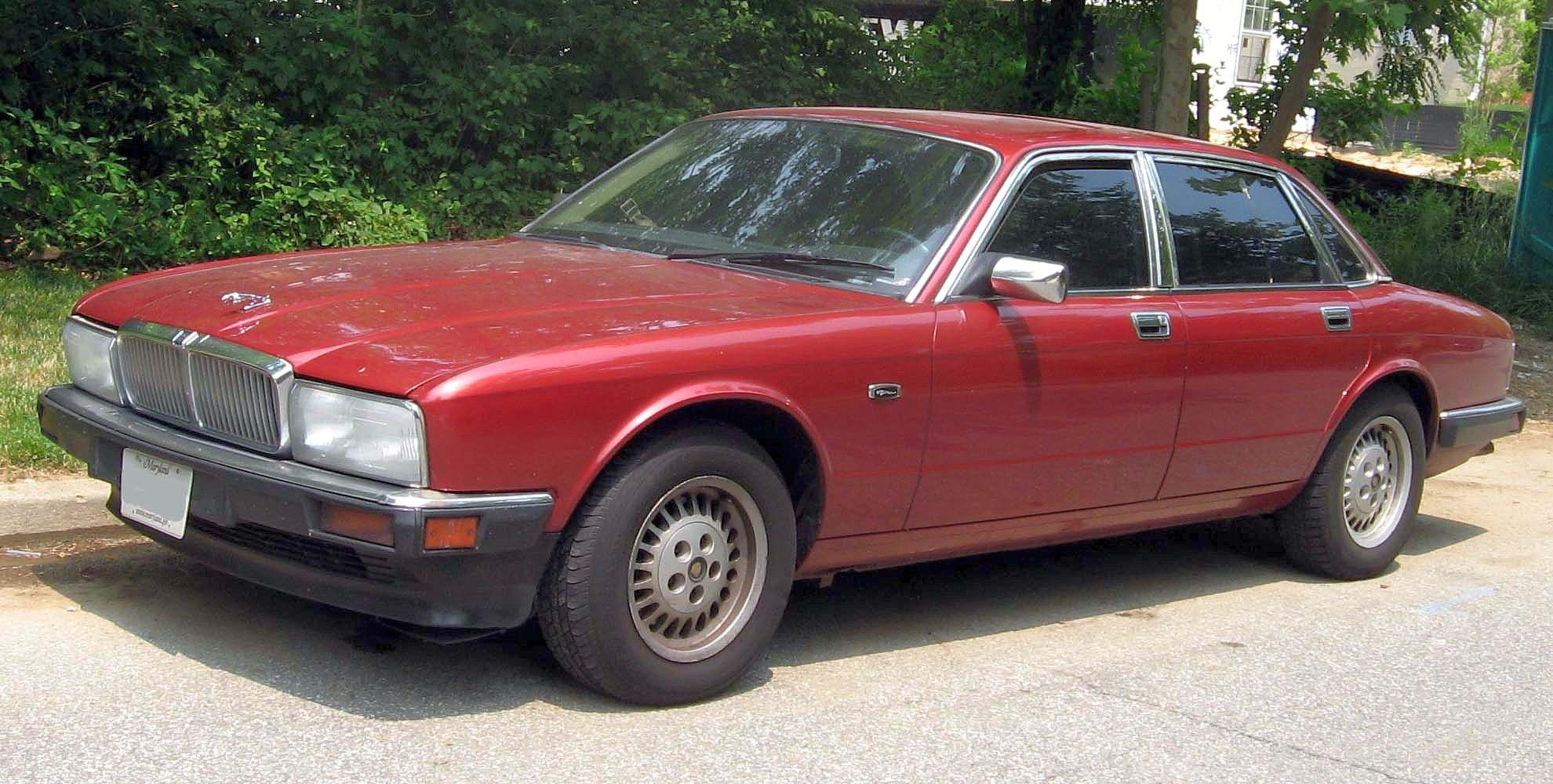
XJ40 mit styled headlamps (Breitbandscheinwerfern)

Der XJ 40 war besonders im Bereich der Fahrzeugelektronik eines der technisch ambitioniertesten Fahrzeuge der achtziger Jahre. Zugleich war die Produktion rationeller gestaltet als noch bei der Series III, da die Karosserie aus einer geringeren Anzahl, aber größeren Blechpressteilen bestand. Der XJ40 erhielt den aus dem XJ-S bekannten AJ6-Sechszylinder-Reihenmotor aus Leichtmetall mit zwei obenliegenden Nockenwellen, vier Ventilen je Zylinder und 3,6 Litern Hubraum. Eine kleinere Version mit 2,9 Litern Hubraum (Zweiventiler mit Fireball-Technologie) wurde in Kontinentaleuropa aus marktstrategischen Erwägungen nicht angeboten. Die Kraftübertragung erfolgte über ein Viergang-Automatikgetriebe des Herstellers ZF oder wahlweise über ein Getrag-Fünfgang-Schaltgetriebe auf die Hinterräder. Die Höchstgeschwindigkeit lag bei 220 bzw. 210 km/h.
Es gab unabhängig von der Motorisierung zwei in der Ausstattung unterschiedliche Jaguar-Versionen (Jaguar XJ6 und Jaguar Sovereign) sowie den Daimler mit einer 3,6-Liter-Maschine (in USA traditionell als Jaguar Vanden Plas vermarktet) als Spitzenmodell der Baureihe. Optisch waren die höherwertigen Sovereign und Daimler-Modelle durch rechteckige Breitband-Scheinwerfer (styled headlamps) zu erkennen. Die XJ6-Modelle verfügten hingegen über vier Rundscheinwerfer in rechteckigen Gehäusen. Ein weiteres Stilelement, das mit dem XJ40 eingeführt wurde, war die in der Handhabung überaus praktische und damals einzigartige J-Gate-Automatik mit einer separaten Gasse für die manuelle Gangwahl.
Anfangs fiel der XJ40 als erste komplette XJ-Neukonstruktion von Jaguar seit 1968 durch einige Qualitätsschwächen auf, u. a. im Bereich der aufwendigen und technisch anspruchsvollen Elektronik, wie zum Beispiel bei den digitalen Anzeigeinstrumenten. Mit der Übernahme durch die Ford Motor Company im Jahr 1989, die insbesondere durch einen Zentraleinkauf eine verbesserte Zulieferqualität erreichte, sowie durch Modellpflegemaßnahmen ab 1990 verbesserte sich die Qualität deutlich. 1990 wurden die digitalen Anzeigen durch klassische Rundinstrumente ersetzt und der 3,6-Liter-Motor auf 4,0 Liter Hubraum vergrößert. Ein Jahr später wuchs der 2,9-Liter-Motor auf 3,2 Liter Hubraum und erhielt nun den Vierventil-Zylinderkopf aus dem größeren Motor. Er war als Jaguar XJ6 3,2 oder Jaguar Sovereign 3,2 auch in Deutschland erhältlich.

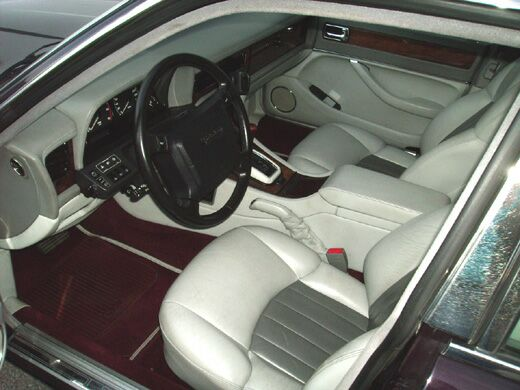
XJ40 „Insignia“ Innenausstattung

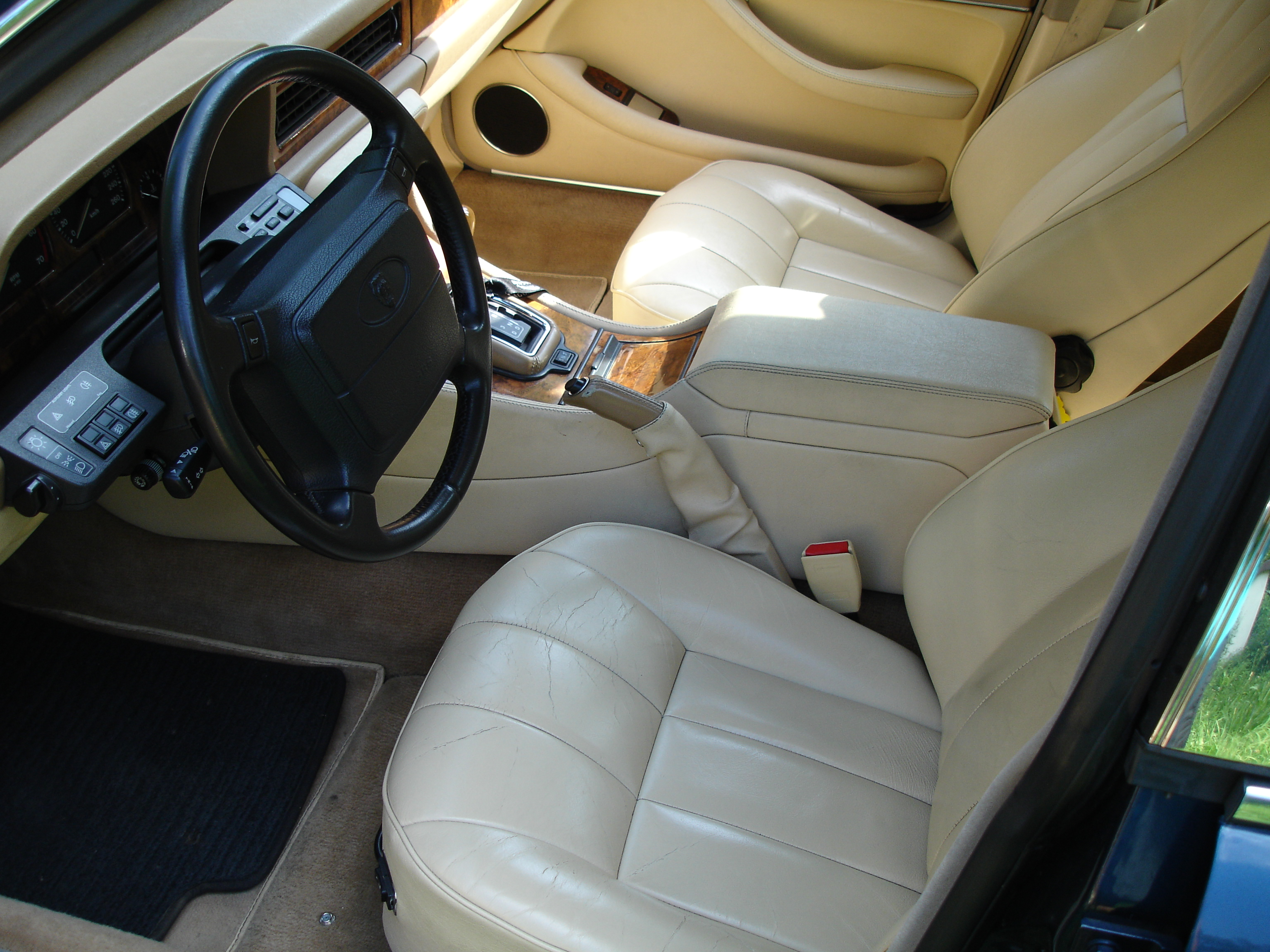
XJ40 „Gold“ Innenausstattung

Bei der Entwicklung des XJ40 sah man zum Projektstart in modernen und leistungsfähigen Aluminium-Sechszylindertriebwerken den richtigen Weg, da ein niedriger Benzinverbrauch in den 1980er Jahren auch in der Luxusklasse einen hohen Stellenwert einnahm. Aus der Sekundärliteratur geht zudem hervor, dass das BLMC-Konzernmanagement daran gehindert werden sollte, den Einbau des etwas rauen Leichtmetall-V8 der BLMC-Volumenmarke Rover (dort anzutreffen im P5B, SDI, Range und MG B GT V8 sowie in diversen britischen Kleinseriensportwagen) zu verordnen. Folglich soll der Motorraum des XJ40 besonders schmal und ungeeignet zum Einbau von V-Motoren gewesen sein.
Diese Auslegung verhinderte zunächst aber auch den Einsatz des hauseigenen, legendären V12-Motors. Außerdem verschätzte man sich bei Jaguar in der Marktentwicklung der 80er Jahre. Auch im Hinblick auf V12-Motorenentwicklungen des Wettbewerbs wurde bereits zum Zeitpunkt der Modellpremiere ein V12-Motor im XJ40 angekündigt. Dies führte zu einer sechs Jahre dauernden Überarbeitung des gesamten Vorderwagens. In dieser Zeit wurde der XJ-12 der vorherigen Baureihe weitergebaut und erfreute sich angesichts seiner Qualität weiterhin einer sehr stabilen Nachfrage. So wurde im Februar 1993 der neue XJ-12 (interner Entwicklungsname XJ81), mit einem auf sechs Liter vergrößerten Zwölfzylindermotor und 229 kW vorgestellt.
Mit den sportlichen Modellen 3,2 S und 4,0 S sprach Jaguar auch preisbewusste, sportlich orientierte Käufer an, während der mit Spoilern bewehrte XJR in England bereits seit 1989 – in Deutschland seit 1992 – mit geringfügig in der Leistung angehobener Vierliter-Maschine – im Angebot war. Besonders feudal war der ab 1993 angebotene XJ40 als Insignia. Bei diesem Modell konnte man unter speziellen Holzsorten, Lederfarben (auch 2-farbig) und Sonderlackierungen wählen. Außerdem waren komplett alle Innenausstattungsteile und -Verkleidungen mit Echtleder bezogen. Die Daimler-typischen „Picnic-Tables“ wurden ebenso verbaut.
Eine Langversion erschien 1993 mit um 125 mm verlängertem Radstand und leicht angehobenem Dach. Wegen der komplizierten Eingriffe in die Karosseriestruktur und der aufwändigen Innenausstattung wurden für diese Varianten hohe Preisaufschläge verlangt. Ab 1994 wurden die Sondermodelle 3,2 Gold und 4,0 Gold angeboten. Diese besaßen weniger Chrom, eine abgespeckte Ausstattung sowie geänderte Sitzbezüge und sollten durch ihren günstigen Preis den durch den bevorstehenden Modellwechsel nachlassenden Absatz des XJ40 wieder ankurbeln.
Der XJ40 war für Jaguar ein großer Markterfolg. Keine große Jaguar-Limousine konnte in einem Jahr so hohe Verkaufszahlen erzielen wie der XJ40 in der ersten Zeit seiner Produktion.